# Step Brothers
Step Brothers er en amerikansk komediefilm fra 2008 instrueret af Adam McKay og produceret af Judd Apatow. Filmen har skuespillerne Will Ferrell og John C. Reilly i hovedrollerne som de to umodne mænd Brennan og Dale.

## Handling
Step Brothers handler om de to stedbrødre Brennan og Dale (Will Ferrell og John C. Reilly). De er umodne og omkring de fyrre, og de bor stadig hjemme hos deres forældre.

## Medvirkende
- Will Ferrell
- John C. Reilly
- Richard Jenkins
- Mary Steenburgen
- Adam Scott
- Kathryn Hahn
- Andrea Savage
- Rob Riggle
- Seth Rogen